# Marijke Linthorst
Maria Ynskje (Marijke) Linthorst (Amsterdam, 16 februari 1952 – Abcoude, 28 mei 2025) was een Nederlands politicus. Van 1995 tot 1999 en van 2003 tot 2015 was zij namens de Partij van de Arbeid lid van de Eerste Kamer.

## Loopbaan
Linthorst studeerde politicologie aan de Universiteit van Amsterdam. Ze was vervolgens als stafmedewerker verbonden aan politiek-cultureel centrum De Populier in Amsterdam (later De Balie geheten). Linthorst was medeorganisator en spreker op meerdere vrouwencongressen over de herverdeling van betaalde- en onbetaalde arbeid en publiceerde ook over dit onderwerp. Vanaf 1987 was Linthorst werkzaam als zelfstandig onderzoeker en adviseur op het terrein van sociale en bestuurlijke vernieuwing. Ze werd in deze hoedanigheid onder andere ingehuurd door de gemeentes Rotterdam en Amsterdam. Ook schreef ze mee aan schoolboeken op het gebied van maatschappijleer. In 1995 werd Linthorst gekozen in de Eerste Kamer. Ze hield zich in de senaat vooral bezig met ruimtelijke ordening.
In 1999 kwam noodgedwongen een voorlopig einde aan haar Eerste Kamerlidmaatschap, omdat een Gelderse PvdA-kandidaat met voorkeurstemmen werd gekozen. Na de Eerste Kamerverkiezingen 2003 kwam ze terug in de senaat. Linthorst hield zich hier later bezig met Onderwijs en Antilliaanse Zaken. Tevens was ze vicefractievoorzitter.
Na het opstappen van Eerste Kamervoorzitter Fred de Graaf, stelde Linthorst zich in juni 2013 kandidaat om de nieuwe voorzitter te worden. Linthorst haalde in de eerste ronde zeven stemmen, in de tweede ronde zes stemmen en werd laatste. Uiteindelijk werd VVD'er Ankie Broekers-Knol de nieuwe voorzitter.
Op 16 december 2014 stemde zij samen met collega-senatoren Guusje ter Horst en Adri Duivesteijn tegen een voorstel van minister van Volksgezondheid Edith Schippers om de vrije artsenkeuze (artikel 13) uit de Zorgverzekeringswet te schrappen, waardoor de verplichting om door niet-gecontracteerde aanbieders verleende zorg (gedeeltelijk) te vergoeden zou komen te vervallen. Er volgde een kabinetscrisis in het Kabinet-Rutte II.
Na de Eerste Kamerverkiezingen van 2015 keerde ze niet terug in de senaat. Ze was fellower bij de Wiardi Beckman Stichting, het wetenschappelijk bureau van de PvdA, waar ze zich bezighield met de kwaliteit van de Nederlandse gezondheidszorg. Tussen 1981 en 2023 schreef ze enkele tientallen artikelen voor Socialisme & Democratie, het blad van de Wiardi Beckman Stichting.

## Overlijden
Marijke Linthorst overleed in 2025 op 73-jarige leeftijd.
- Parlement.com: vg09llpxpbzf
- Virtual International Authority File: 3869200